# Tommy Guerrero
Thomas Marc Guerrero (9 de septiembre de 1966) mayormente conocido por su nombre artístico como: Tommy Guerrero  es un músico multi-instrumentalista, skater profesional y empresario estadounidense. Sus álbumes de música principalmente instrumental, combinan elementos del rock, jazz, la música latina, folk, world music y trip-hop. Tommy Guerrero toca principalmente guitarra y bajo, aunque también domina la percusión. 

## Bio y carrera
Guerrero nació en San Francisco, California, Estados Unidos. Es descendiente de nativos ohlone, chilenos y filipinos por parte de su padre.

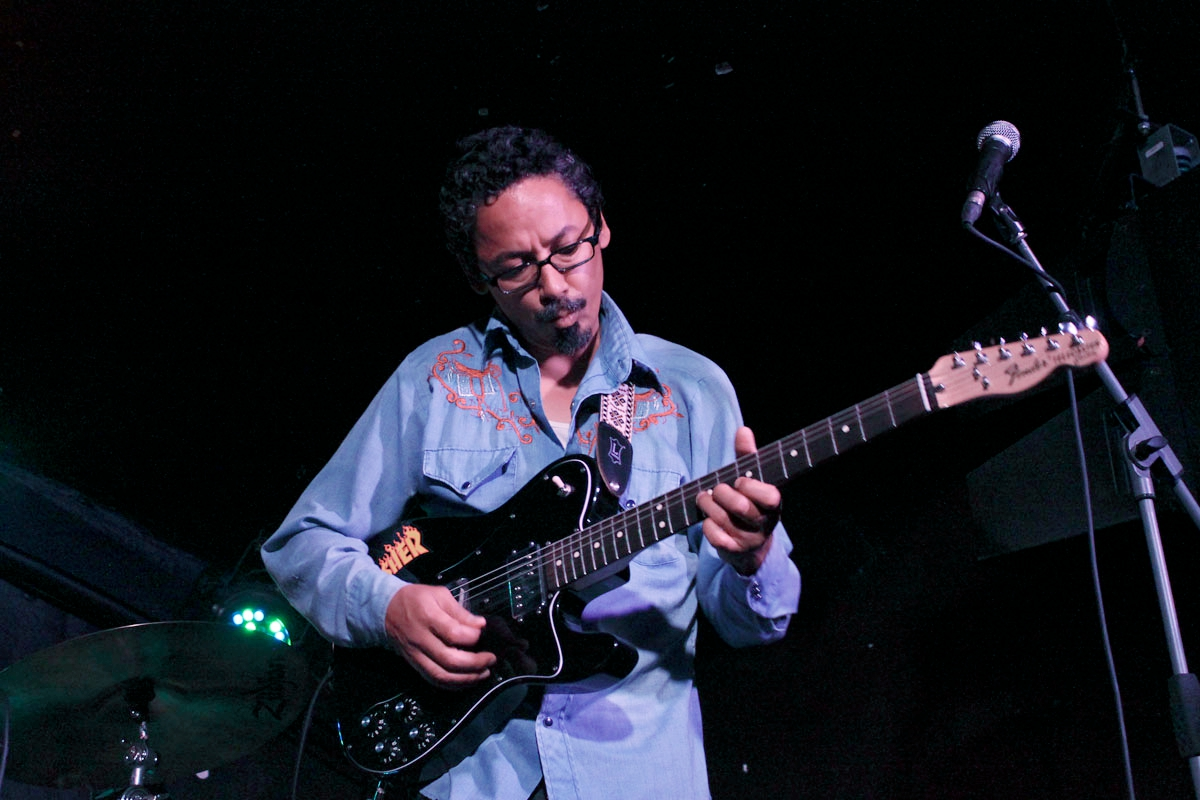
Tommy Guerrero actuando en el club Sidecar Factory, Barcelona (2014)

### Skateboarder profesional
Durante su adolescencia, Guerrero fue uno de los miembros prominentes de Bones Brigade, el equipo profesional de skateboarding de la compañía Powell Peralta, muy popular en el mundo del skating de los años 80. Era conocido por su estilo relajado de patinar y sus grabaciones para Bones Brigade se filmaron principalmente en su ciudad natal, San Francisco: Future Primitive, The Search for Animal Chin, Public Domain y Ban This... etc. todos incluían skateboarding de Guerrero. Tras trabajar para Powell Peralta, Guerrero y Jim Thiebaud, un amigo de su ciudad natal y compañero de equipo de Powell Peralta, comenzaron la empresa de skate Real.
En la actualidad, debido a limitaciones físicas en espalda y rodillas, Guerrero se ha visto obligado a cesar el patinaje.

### Carrera musical
Después de su éxito en el mundo del skate, Guerrero decidió seguir sus intereses musicales y fue miembro de la banda de skate rock Free Beer y del grupo instrumental de post-rock Jet Black Crayon. La música de Guerrero abarca diferentes géneros, entre los cuales rock, hip hop, funk, soul y jazz.
El videojuego Skate (2007) de Electronic Arts incluye numerosas composiciones inéditas que fueron escritas y grabadas por Guerrero.
Una de las canciones de Guerrero, Organism (2003), apareció en el videojuego Tony Hawk's American Wasteland (2005).
En Road to Knowhere, a diferencia de álbumes anteriores como Soul Food Taqueria o No Mans Land, casi todas las canciones están en 6 y no en estándar 4/4. Además, incluye influencias de Ethio-Jazz, Afrobeat, Highlife y Tuareg.

## Reconocimientos
En 2004, la revista Rolling Stone le otorgó el segundo puesto a su tercer álbum de estudio Soul Food Taqueria (2003), en su lista Best Of de 2003.

En la 15.ª edición de Annual Transworld SKATEboarding Awards, celebrada en 2013, Guerrero recibió el reconocimiento de Legend («una leyenda»); en la alfombra roja del evento, Guerrero declaró:
[Trad.] Estoy muy agradecido de que a alguien realmente le importe, para ser honesto. Um... en conflicto; No soy de los que se duerme en los laureles y es difícil aceptar elogios por algo que hiciste hace treinta años, ¿sabes? Prefiero que me aprecien por lo que hago ahora, pero yo... yo... estoy muy agradecido... no puedo creerlo [el street skateboarding en la actualidad]. Me refiero al aspecto técnico, y la consistencia, combinada con eso, es alucinante... pero justo donde está ahora, es una locura; Quiero decir, lo que Rodney [Mullen] comenzó, con el aspecto técnico, a otro nivel, ¿sabes? Haciéndolo extremadamente retorcido, extremadamente técnico... Odiaría estar creciendo patinando ahora...
Después de recibir el premio de Transworld, Guerrero invitó a todos los skaters al escenario para que se pararan junto a él en el Avalon Theatre en Hollywood, California, EE. UU.

## Discografía

### Álbumes
- Loose Grooves & Bastard Blues (1998)
- A Little Bit Of Somethin' (2000)
- Soul Food Taqueria (2003)
- From The Soil To The Soul (2006)
- Return of the Bastard (2008)
- Lifeboats & Follies  (2011)
- No Man's Land  (2012) - released in Japan
- The Composer Series – Vol. 4 (2xCD) (Unknown)[7][8]
- Perpetual  (2015) - Digital release
- Road to Knowhere  (2018)
- Sunshine Radio  (2021)
- Amber of Memory (2023)

### Sencillos
- Backintheday (1995)
- Junk Collector (2001)
- Rusty Gears Lonely Years / Organism (2001)
- Gettin' It Together (2004)

### EP
- backintheDay+fotraque 7inch  (2002)
- Year of the Monkey - EP (2005)

### Álbum de concepto
- Living Dirt (2010)

### Colaboraciones
- Hoy Yen Ass'n, colaboración con el exmiembro de Jet Black Crayon, Gadget (2000)
- Guerrero y Gonzales – (What It Isn't) colaboración con Mark Gonzales, lanzado en Japón (2001)
- Guerrero también compiló y mezcló un álbum tipo DJ mix para la serie Late Night Tales de Azuli Records en 2002, Another Late Night: Tommy Guerrero.
- BLKTOP PROJECT - Blktop Project colaboración con Ray Barbee, Matt Rodriguez, Doug Scharin y Chuck Treece (2007)
- Lord Newborn and The Magic Skulls colaboración con Money Mark y Shawn Lee (2009).
- BLKTOP PROJECT - Lane Change colaboración con Ray Barbee, Matt Rodriguez, Doug Scharin y Chuck Treece (2009)
- BLKTOP PROJECT - Concrete Jungle (2016)